# Camacho, Mexiko
Camacho är en ort i Mexiko.   Den ligger i kommunen Santiago Tuxtla och delstaten Veracruz, i den sydöstra delen av landet, 400 km öster om huvudstaden Mexico City. Camacho ligger 21 meter över havet och antalet invånare är 445.
Terrängen runt Camacho är platt. Runt Camacho är det ganska tätbefolkat, med 104 invånare per kvadratkilometer. Närmaste större samhälle är Francisco I. Madero, 9,1 km nordost om Camacho. Omgivningarna runt Camacho är en mosaik av jordbruksmark och naturlig växtlighet.